# Miguel Ángel Falasca
 (juin 2019).
Si vous disposez d'ouvrages ou d'articles de référence ou si vous connaissez des sites web de qualité traitant du thème abordé ici, merci de compléter l'article en donnant les références utiles à sa vérifiabilité et en les liant à la section « Notes et références ».
Miguel Ángel Falasca Fernández est un joueur puis entraîneur espagnol de volley-ball né le 29 avril 1973 à Mendoza (Argentine) et mort le 22 juin 2019 à Varèse en Italie.

## Biographie
Miguel Ángel Falasca est international espagnol. Il mesure 1,92 m et jouait passeur. 
Il a obtenu la nationalité espagnole en 1998. Il est le grand frère de Guillermo Falasca, également joueur de volley-ball.
Le 22 juin 2019, Miguel Angel Falasca meurt brutalement dans la nuit à Varèse, en Italie, des suites d'un arrêt cardiaque.

## Clubs

### Joueur
| Club                   | De        | À         |
| ---------------------- | --------- | --------- |
| PTV Málaga             |           | 1995-1996 |
| CV Calvo Sotelo        | 1996-1997 | 1996-1997 |
| Zinella Volley Bologne | 1997-1998 | 1997-1998 |
| Ferrare Volley         | 1998-1999 | 1999-2000 |
| Knack Roeselare        | 2000-2001 | 2001-2002 |
| Pallavolo Modène       | 2002-2003 | 2002-2003 |
| Son Amar Palma         | 2003-2004 | 2007-2008 |
| Skra Bełchatów         | 2008-2009 | 2011-2012 |
| Oural Oufa             | 2012-2013 | 2012-2013 |

### Entraîneur
| Club           | De        | À   |
| -------------- | --------- | --- |
| Skra Bełchatów | 2013-2014 | ... |

## Palmarès

### Joueur
- Championnat du monde des clubs
  - Finaliste : 2010, 2011
- Ligue des champions
  - Finaliste : 2003
- Coupe de la CEV puis Challenge Cup
  - Finaliste : 2005, 2013
- Top Teams Cup
  - Finaliste : 2006
- Championnat de Russie
  - Finaliste : 2013
- Championnat de Pologne (3)
  - Vainqueur : 2009, 2010, 2011
  - Finaliste : 2012
- Championnat d'Espagne (3)
  - Vainqueur : 2006, 2007, 2008
  - Finaliste : 2005
- Coupe de Pologne (3)
  - Vainqueur : 2009, 2011, 2012
- Coupe du Roi (3)
  - Vainqueur : 1997, 2005, 2006
- Supercoupe du Roi (3)
  - Vainqueur : 2005, 2007, 2008

### Entraîneur
Néant. ( Oui, Vraiment... )